# Wdrażanie technologii
Wdrażanie technologii – etap działalności naukowo-technicznej, w którym efekty pracy naukowej w obszarze nauk podstawowych i stosowanych, w tym ściśle ukierunkowanych na osiągnięcie celów praktycznych prac badawczo-rozwojowych, są realizowane w praktyce, np. przez uruchomienie nowych technologii lub modyfikacje technologii istniejących.
W przypadku dużych inwestycji wdrożenie jest złożonym procesem biznesowym. Wymaga zaangażowania dużych interdyscyplinarnych zespołów specjalistów, w tym m.in. naukowców opracowujących teoretyczne podstawy procesu produkcyjnego, projektantów budynków i urządzeń, wykonawców instalacji technicznych, informatyków przygotowujących systemy sterowania ich pracą, specjalistów w dziedzinie badań i analizy rynku. Koordynacją pracy takich zespołów zajmują się wyspecjalizowani menedżerowie. 

Diagram Gantta

Stosowane są specjalistyczne metody badań operacyjnych, m.in. harmonogramy wdrożenia w formie diagramów Gantta lub metody programowania sieciowego.  
Usprawnienie wdrożeń technologii jest też elementem polityki państwa. W Polsce założenia polityki naukowej, naukowo-technicznej i innowacyjnej opracowuje Ministerstwo Nauki i Szkolnictwa Wyższego (wcześniej – Ministerstwo Nauki i Informatyzacji).